# Jüdischer Friedhof (Arnoltov)
Koordinaten: 50° 6′ 50,7″ N, 12° 35′ 17,8″ O

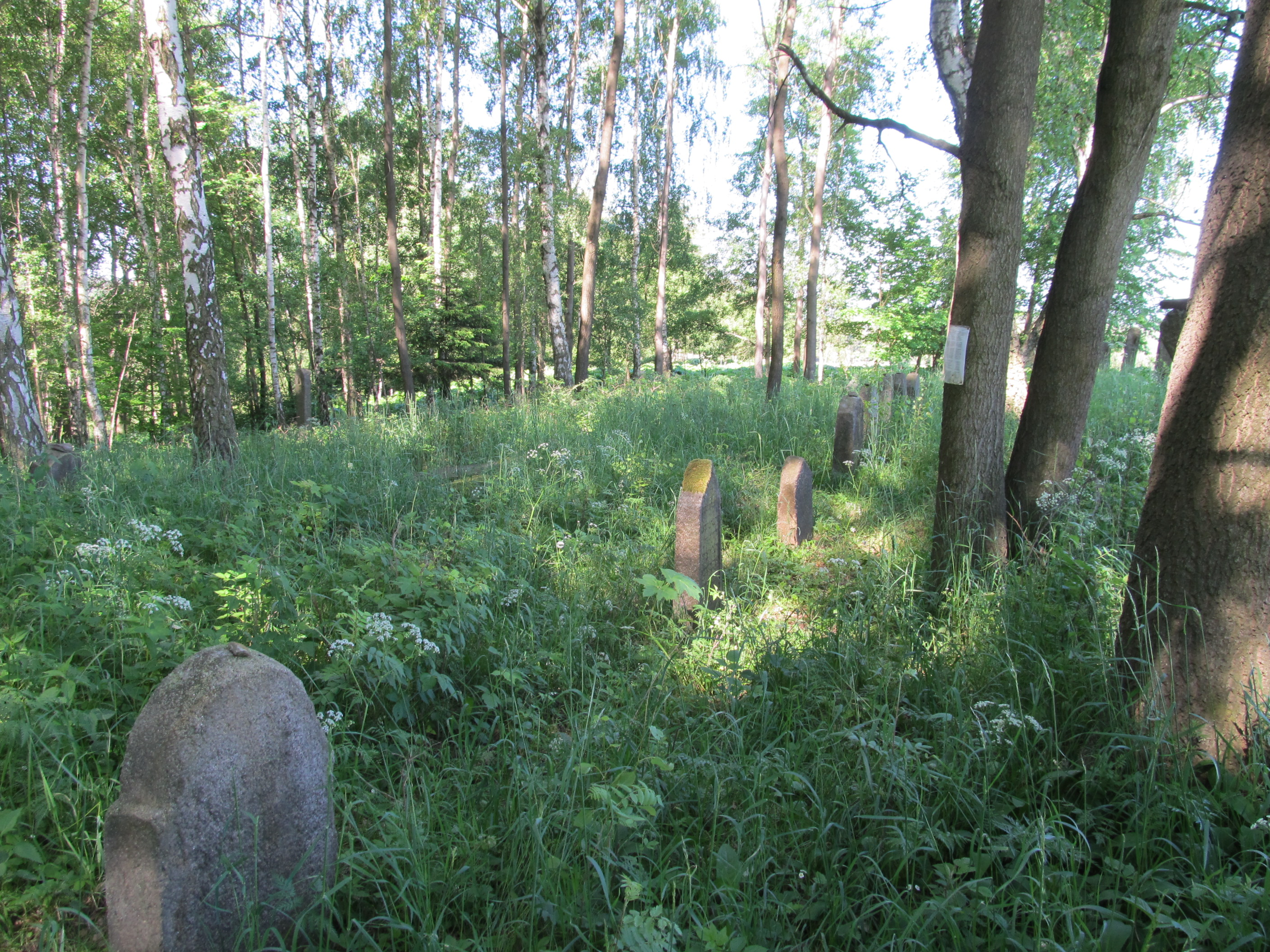
Jüdischer Friedhof in Arnoltov

Der Jüdische Friedhof in Arnoltov (deutsch Arnitzgrün), einem Stadtteil der tschechischen Gemeinde Březová u Sokolova im Okres Sokolov der Region Karlovarský kraj, wurde vermutlich Anfang des 19. Jahrhunderts angelegt. 
Auf dem 1460 Quadratmeter großen jüdischen Friedhof, der südlich des Dorfes liegt, sind heute weniger als 100 Grabsteine erhalten.